# 白顶玄鸥
白顶玄燕鸥（学名：Anous stolidus）又名白頂玄燕鷗，是鷗科的一種海鳥。它是燕鷗屬中體型最大的，與黑玄燕鷗相比，玄燕鷗體型較大，且羽毛呈深褐色而非黑色。玄燕鷗是一種熱帶海鳥，分布範圍遍及全球，從夏威夷到土阿莫土群島和澳大利亞的太平洋地區，從紅海到塞席爾群島和澳大利亞的印度洋地區，以及從加勒比海到特里斯坦-達庫尼亞的大西洋地區。玄燕鷗是海鳥群落的一部分，通常在懸崖或矮樹或灌木上築巢。偶爾它們也會在地面上築巢。每個繁殖季節，雌鳥會產下一枚蛋。在印度，玄燕鷗受到PM Sayeed 海鳥保護區的保護。该物种的模式产地在西印度群岛。
台灣基隆漁民表示，在棉花嶼和彭佳嶼，還有珍貴稀有的第二級保育類鳥種玄燕鷗和白眉燕鷗生存繁殖。

## 分類
玄燕鷗的首次物種描述是由瑞典自然學家卡爾·林奈於1758年在其自然系統第十版的自然系統中以雙名法命名為Sterna stolida。 英國自然學家詹姆斯·弗朗西斯·斯蒂芬斯於1826年引入了該玄燕鷗屬（Anous）。 屬名Anous來自古希臘語，意思是“愚蠢”或“傻”。種名stolidus則是拉丁語，也有“愚蠢”或“傻”的意思。
四個亞種被確認：
- A. s. pileatus（斯科波利，1786年）–紅海，印度洋經太平洋至夏威夷和復活節島。。在中国大陆，分布于福建等地。该物种的模式产地在菲律宾。[9]
- A. s. galapagensis 夏普，1879年 – 加拉帕戈斯群島
- A. s. ridgwayi 安東尼，1898年 – 墨西哥西部到哥斯達黎加的島嶼
- A. s. stolidus（林奈，1758年）– 加勒比海及熱帶大西洋的島嶼

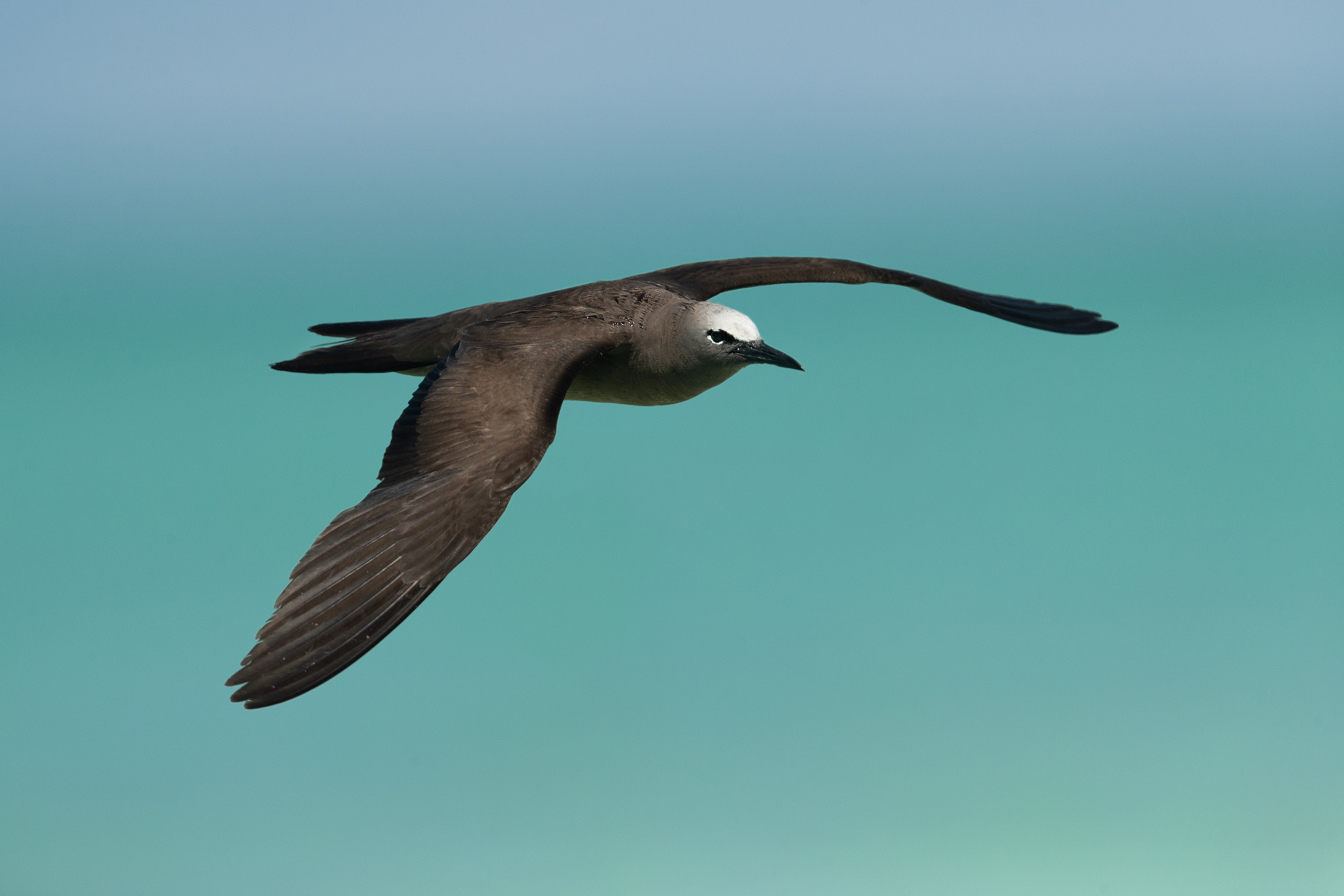
A. s. pileatus, 昆士蘭州，澳洲
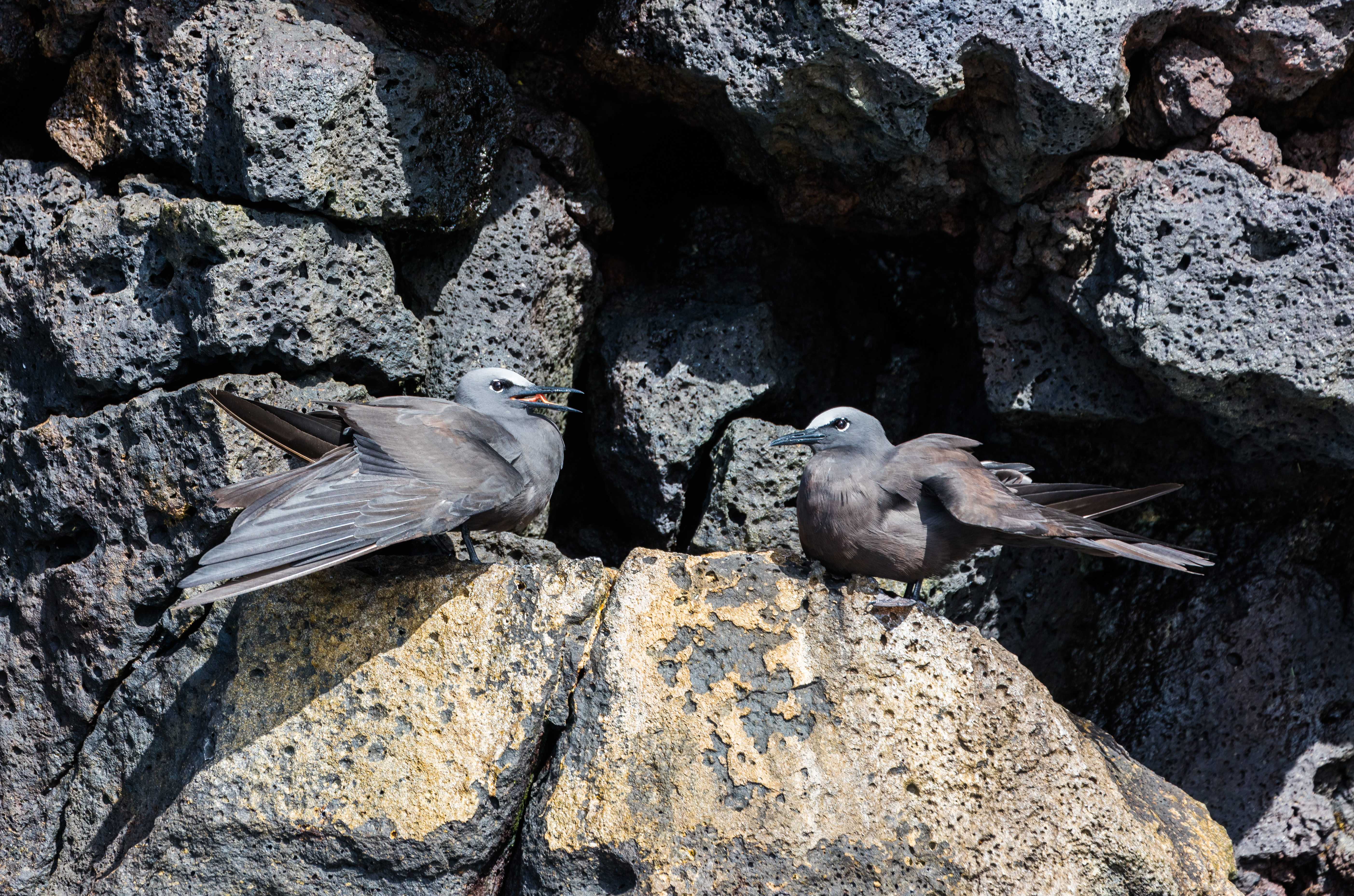
A. s. galapagensis, 特有種 加拉巴哥群島，厄瓜多
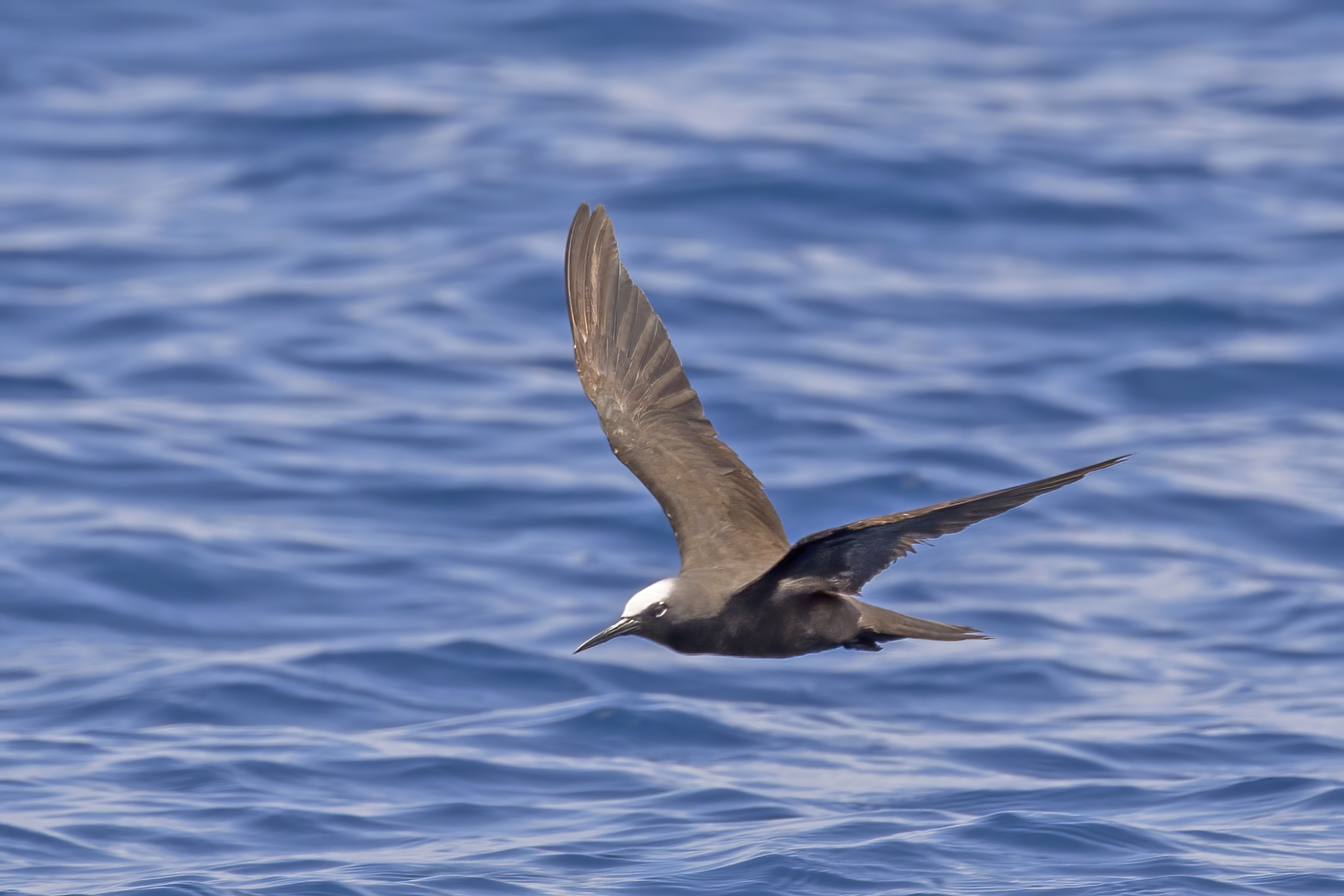
A. s. stolidus, 聖多美普林西比

## 描述
玄燕鷗體長約38—45 cm（15—18英寸），翼展約75—86 cm（30—34英寸）。羽毛為深巧克力褐色，頭頂和前額呈淡灰色或白色，並有一條不完整的白色眼圈。 尾巴長而呈楔形，腳和腿部為深色。

## 行為

### 繁殖
玄燕鷗是群居鳥類，通常在懸崖、樹木或灌木上築巢。偶爾它們會將蛋直接產在地面上。巢通常是由樹枝和樹枝搭建而成的平台巢。
在求偶展示中，雌雄鳥會互相鞠躬點頭，並伴隨著求偶餵食和飛行展示，雄鳥還會將剛捕獲的小魚餵給雌鳥。
這種鳥類每次產下一枚粉紅色奶油蛋，帶有淡紫色和栗色斑紋。蛋通常約52乘35（2.0乘1.4英寸）大。此蛋由雌雄鳥共同孵化，孵化期為33至36天，期間每隻親鳥會輪流孵化一到兩天，另一隻則在海上覓食。小鳥孵化後成長迅速，通常三周內體重就達到親鳥水平。 當小鳥6至7周大時開始學會飛行，此時它們的體重可能超過親鳥，但在開始飛行後很快就會減重。此時，小鳥逐漸學會獨立，減少對親鳥的依賴。

### 飲食
玄燕鷗以掠過水面並俯衝捕捉小型魷魚、其他軟體動物、水生昆蟲和魚類（如沙丁魚、鳳尾魚等）為食。 它也會吃水果，主要是露兜樹的果實。

## 圖集

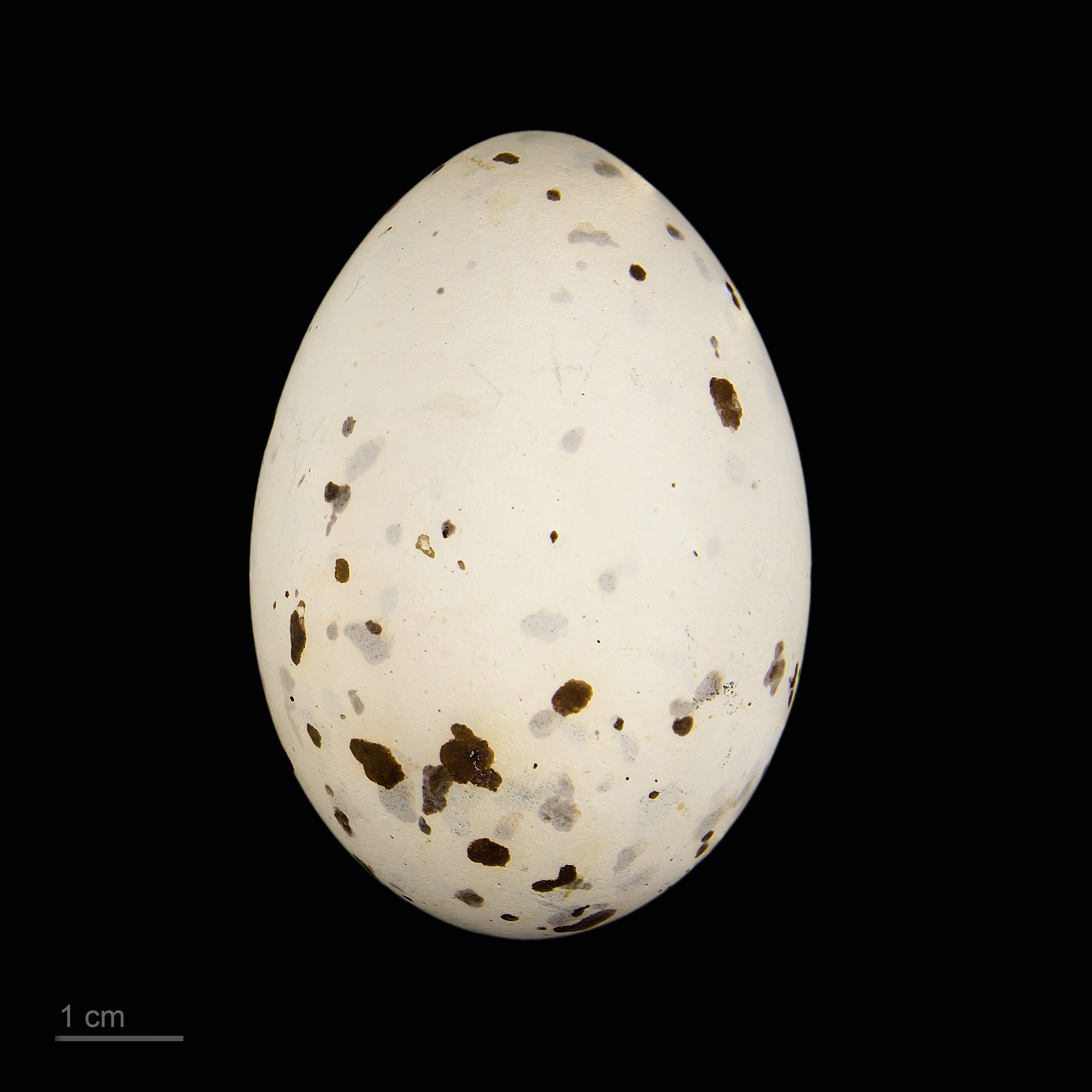
蛋
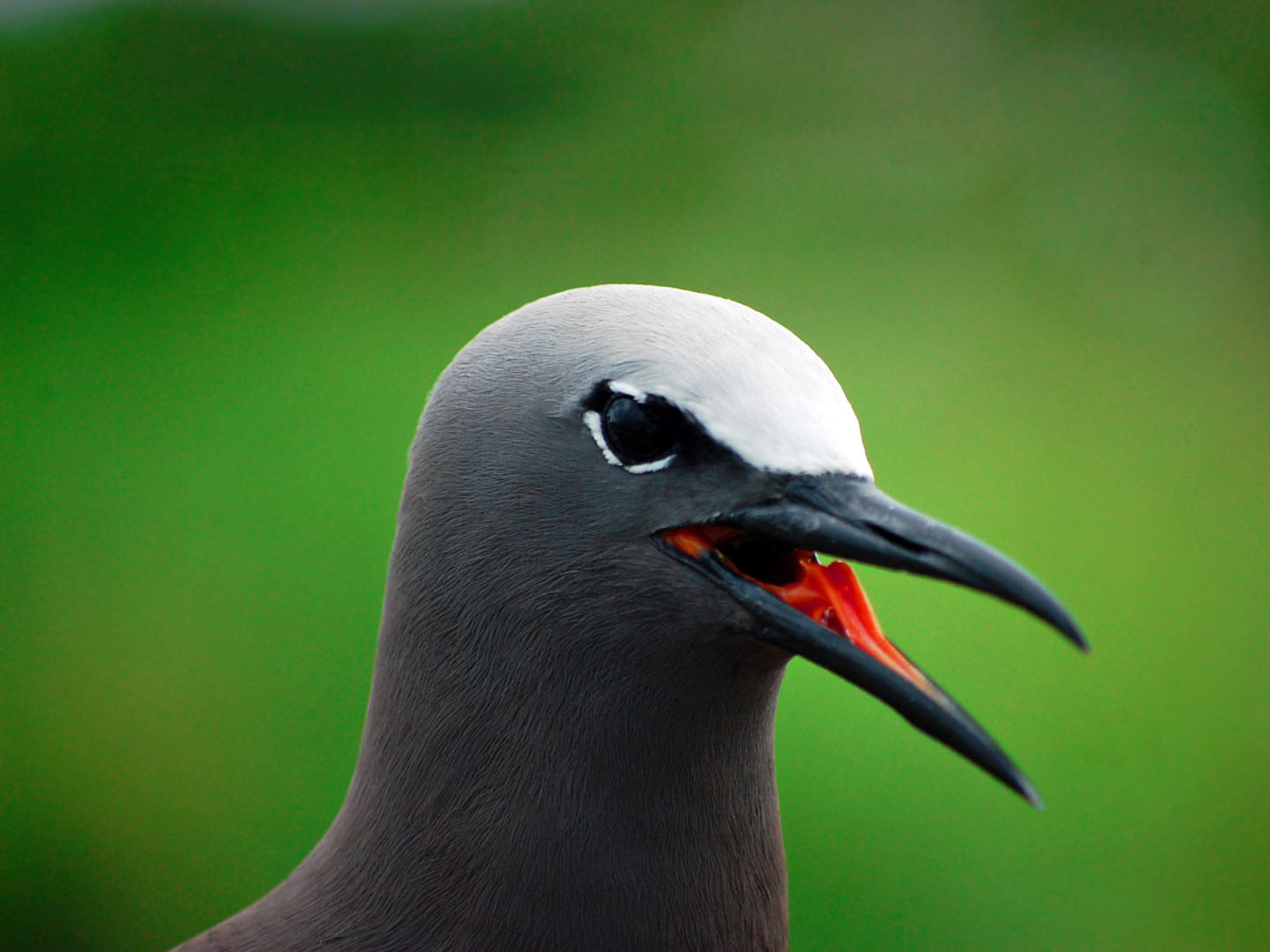
A. s. pileatus, 菲律賓
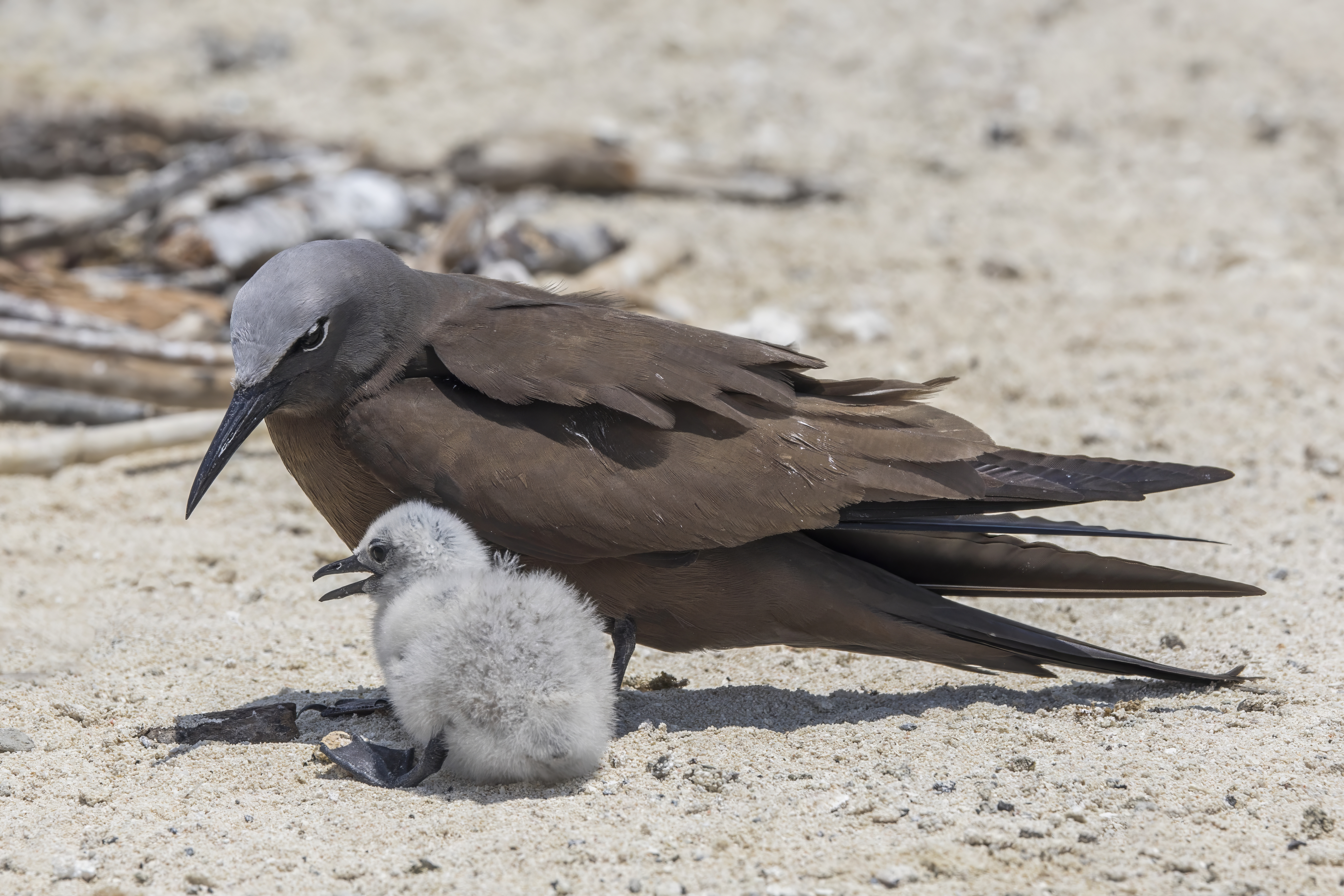
A. s. pileatus和雛鳥
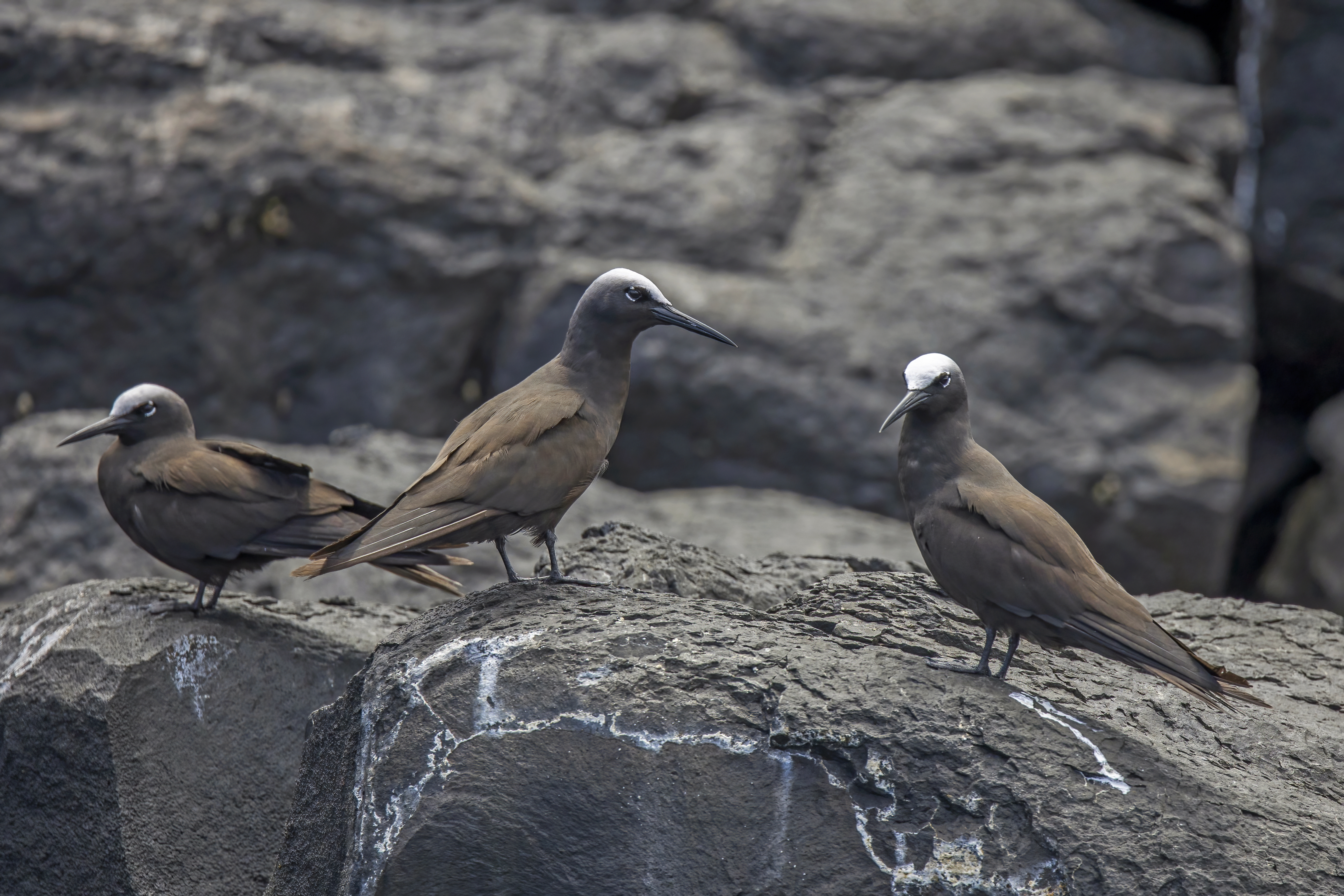
A. s. stolidus, 聖多美普林西比
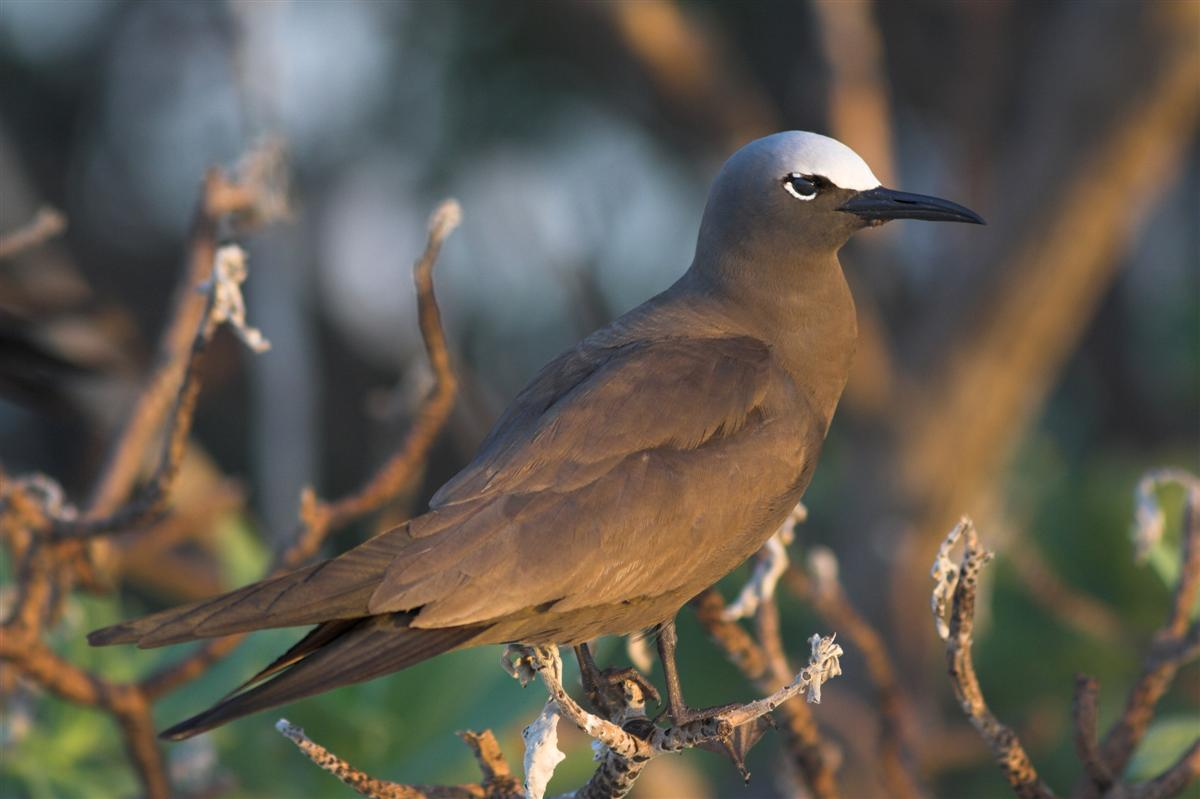
Brown noddy
- 昆士蘭, 艾略特夫人島
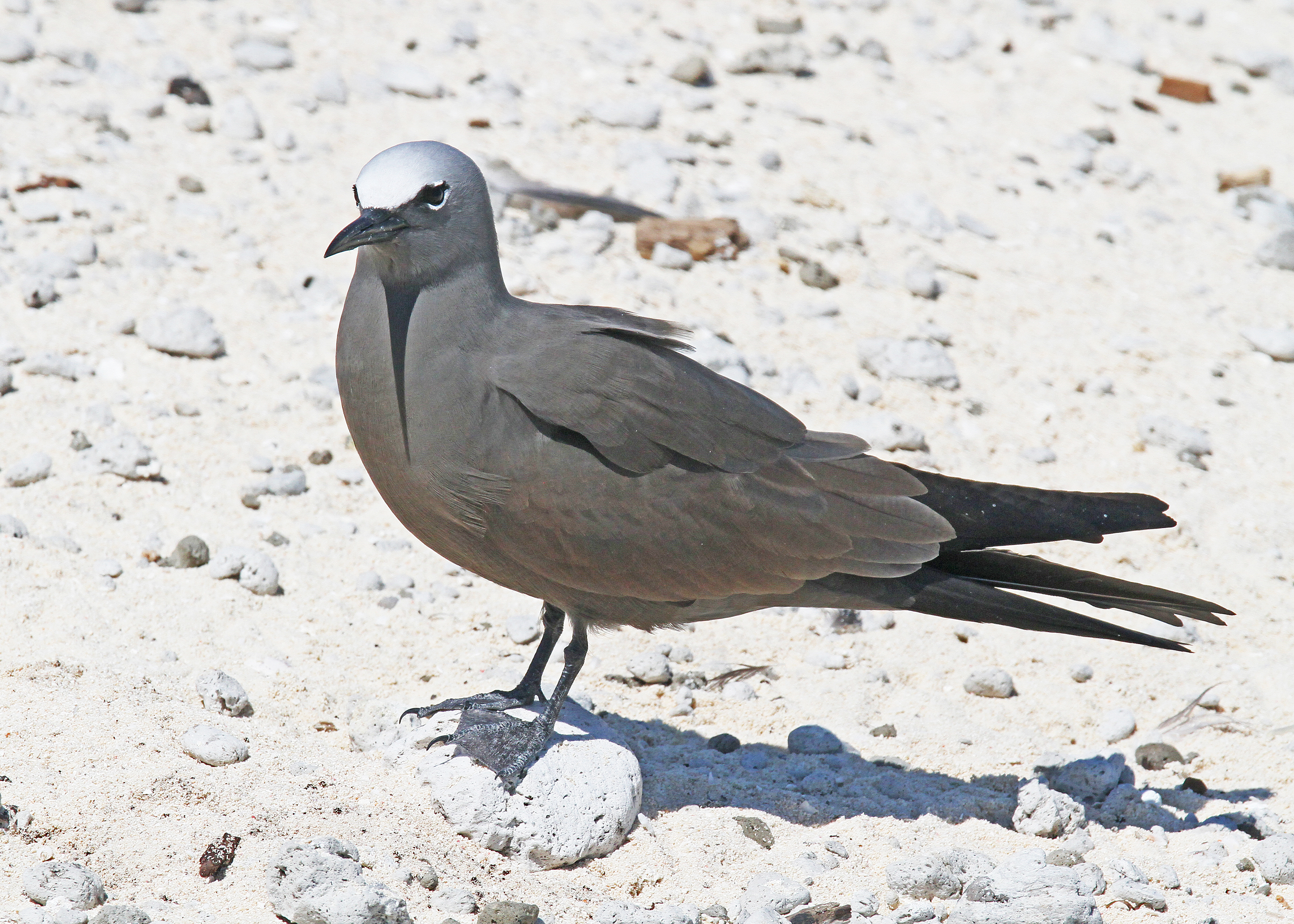
澳洲, 大堡礁